# Japan Cup (ciclismo)
A Japan Cup é uma carreira ciclista profissional de um único dia que se celebra anualmente no Japão, no mês de outubro.
Criou-se em 1992 na categoria 1.4. A edição de 1996 fez parte da desaparecida Copa do Mundo de Ciclismo e posteriormente passou à categoria 1.3. Desde a criação dos Circuitos Continentais da UCI em 2005 está englobada dentro do calendário UCI Asia Tour primeiro em categoria 1.1 e desde 2008 na 1.hc, tratando-se de uma das carreiras ciclistas mais importantes na Ásia, costumando contar com a presença de várias equipas UCI ProTour.
A carreira disputa-se num circuito de 14 km chamado Forest Park Circuit, situado na cidade de Utsunomiya, no centro do Japão.
Os corredores com mais vitórias nesta prova são os italianos Sergio Barbero e Claudio Chiappucci, com três vitórias a cada um.

## Palmarés
| Ano  | Vencedor             | Segundo                 | Terceiro            |           |
| ---- | -------------------- | ----------------------- | ------------------- | --------- |
| 1992 | Hendrik Redant       | Bart Bowen              | Laurent Madouas     |           |
| 1993 | Claudio Chiappucci   | Beat Zberg              | Dmitry Nelyubin     |           |
| 1994 | Claudio Chiappucci   | Erich Maechler          | Stefano Checchin    |           |
| 1995 | Claudio Chiappucci   | Stefano Zanini          | Mauro Gianetti      |           |
| 1996 | Mauro Gianetti       | Pascal Hervé            | Andrea Peron        |           |
| 1997 | Yoshiyuki Abe        | Andrea Tafi             | Mauro Gianetti      |           |
| 1998 | Fabien De Waele      | Daniele Nardello        | José Luis Rubiera   |           |
| 1999 | Sergio Barbero       | Mirko Celestino         | Sébastien Demarbaix |           |
| 2000 | Massimo Codol        | Gabriele Missaglia      | Marco Serpellini    |           |
| 2001 | Gilberto Simoni      | Cadel Evans             | Christophe Brandt   |           |
| 2002 | Sergio Barbero       | Igor Astarloa           | Fabio Sacchi        |           |
| 2003 | Sergio Barbero       | Patrik Sinkewitz        | Guido Trentin       |           |
| 2004 | Patrik Sinkewitz     | Damiano Cunego          | Manuel Quinziato    |           |
| 2005 | Damiano Cunego       | Francisco Mancebo       | Cristian Moreni     |           |
| 2006 | Riccardo Riccò       | Ruggero Marzoli         | Vladimir Gusev      |           |
| 2007 | Manuele Mori         | Fabian Wegmann          | Francesco Gavazzi   |           |
| 2008 | Damiano Cunego       | Giovanni Visconti       | Ivan Basso          |           |
| 2009 | Chris Anker Sørensen | Daniel Moreno           | Ivan Santaromita    |           |
| 2010 | Daniel Martin        | Peter McDonald          | Yusuke Hatanaka     |           |
| 2011 | Nathan Haas          | Taiji Nishitani         | Junya Sano          |           |
| 2012 | Ivan Basso           | Daniel Martin           | Rafał Majka         |           |
| 2013 | Jack Bauer           | Damiano Cunego          | Julián Arredondo    |           |
| 2014 | Nathan Haas          | Edvald Boasson Hagen    | Grega Bole          |           |
| 2015 | Bauke Mollema        | Diego Ulissi            | Yukiya Arashiro     |           |
| 2016 | Davide Villella      | Christopher Juul-Jensen | Robert Power        |           |
| 2017 | Marco Canola         | Benjamín Prades         | Takeaki Amezawa     |           |
| 2018 | Robert Power         | Antwan Tolhoek          | Matti Breschel      |           |
| 2019 | Bauke Mollema        | Michael Woods           | Dion Smith          |           |
| 2021 | cancelado            | cancelado               | cancelado           | cancelado |
| 2022 | Neilson Powless      | Andrea Piccolo          | Benjamin Dyball     |           |
| 2023 | Rui Costa            | Felix Engelhardt        | Guillaume Martin    |           |
| 2024 | Neilson Powless      | Ilan Van Wilder         | Matej Mohorič       |           |

Nota: Na edição 2013, Michael Rogers foi inicialmente o ganhador, mas devido a um positivo por uma carne contaminada foi desclassificado e o título passou para Bauer.

## Palmarés por países
| País          | Vitórias |
| ------------- | -------- |
| Itália        | 15       |
| Austrália     | 3        |
| Bélgica       | 2        |
| Países Baixos | 2        |
| Suíça         | 1        |
| Japão         | 1        |
| Alemanha      | 1        |
| Dinamarca     | 1        |
| Irlanda       | 1        |
| Nova Zelândia | 1        |